# Степнянська сільська рада (Дніпровський район)
Степня́нська сільська́ ра́да — колишня адміністративно-територіальна одиниця та орган місцевого самоврядування у Дніпровському районі Дніпропетровської області. Існувала з 1989 по 2015 роки. Адміністративний центр — село Степове.
Населення ради: 1375 осіб (станом на 2001 рік).

## Загальні відомості
Сільська рада утворена рішенням виконавчого комітету Дніпропетровської обласної Ради народних депутатів від 25 травня 1989 року. Рішенням Дніпропетровської обласної ради від 14 серпня 2015 року на базі Степнянської сільської і Слобожанської селищної рад утворена Слобожанська селищна об'єднана територіальна громада.
Після чого, на базі сільської ради сформований Степнянський старостинський округ в підпорядкуванні Слобожанської громади.

## Населені пункти
Сільській раді були підпорядковані населені пункти:
- с. Степове

## Склад ради
Рада складалася з 16 депутатів та голови.
- Голова ради: Корінна Євгенія Яківна
- Секретар ради: Шемет Антоніна Євгенівна

### Керівний склад попередніх скликань
| Прізвище, ім'я, по батькові | Основні відомості                                                         | Дата обрання | Дата звільнення |
| --------------------------- | ------------------------------------------------------------------------- | ------------ | --------------- |
| Корінна Євгенія Яківна      | Сільський голова, 1957 року народження, освіта вища, член Народної партії | 26.03.2006   | 31.10.2010      |
| Корінна Євгенія Яківна      | Сільський голова, 1957 року народження, освіта вища, член Партії регіонів | 31.10.2010   |                 |

Примітка: таблиця складена за даними сайту Верховної Ради України

### Депутати
За результатами місцевих виборів 2010 року депутатами ради стали:

#### За суб'єктами висування
| Суб'єкт висування                                       | Кількість обраних депутатів | %    |
| ------------------------------------------------------- | --------------------------- | ---- |
| Партія регіонів                                         | 12                          | 75   |
| Політична партія Всеукраїнське об'єднання «Батьківщина» | 3                           | 18,8 |
| Самовисування                                           | 1                           | 6,3  |

#### За округами
| № округу                                                | Прізвище, ім'я, по батькові     | Дата визнання обраним | Освіта  | Партійна приналежність | Відомості про обраного депутата                   |
| ------------------------------------------------------- | ------------------------------- | --------------------- | ------- | ---------------------- | ------------------------------------------------- |
| Партія регіонів                                         |                                 |                       |         |                        |                                                   |
| 1                                                       | Глущенко Ніна Василівна         | 05.11.2010            | вища    | член Партії регіонів   | КЗ дошкільний навчальний заклад № 35, завідувачка |
| 2                                                       | Гречина Людмила Іванівна        | 05.11.2010            | середня | член Партії регіонів   | приватний підприємець                             |
| 3                                                       | Іванчиков Микола Миколайович    | 05.11.2010            | середня | член Партії регіонів   | фермерське господарство «Іванчиков», фермер       |
| 4                                                       | Чернишова Наталія Юріївна       | 05.11.2010            | вища    | член Партії регіонів   | Степнянська сільська рада, головний бухгалтер     |
| 5                                                       | Назаренко Любов Борисівна       | 05.11.2010            | середня | член Партії регіонів   | Степнянська сільська рада, землевпорядник         |
| 7                                                       | Казьмін Олександр Петрович      | 05.11.2010            | середня | член Партії регіонів   | «Дніпроводоканал», оператор                       |
| 8                                                       | Смольнюк Геннадій Миколайович   | 05.11.2010            | вища    | член Партії регіонів   | приватний підприємець, директор                   |
| 9                                                       | Семенюк Олег Іванович           | 05.11.2010            | середня | член Партії регіонів   | приватний підприємець                             |
| 10                                                      | Шемет Антоніна Євгенівна        | 05.11.2010            | вища    | член Партії регіонів   | Степнянська сільська рада, секретар               |
| 11                                                      | Чернявський Євген Борисович     | 05.11.2010            | вища    | член Партії регіонів   | ТОВ «Україна-Агрікола», директор                  |
| 12                                                      | Яремко Тамара Яківна            | 13.11.2011            | вища    | член Партії регіонів   | Степнянський будинок культури, художній керівник  |
| 16                                                      | Книш Любов Яківна               | 05.11.2010            | середня | член Партії регіонів   | пенсіонер                                         |
| Політична партія Всеукраїнське об'єднання «Батьківщина» |                                 |                       |         |                        |                                                   |
| 6                                                       | Поліщук Олександр Володимирович | 05.11.2010            | вища    | позапартійний          | приватний підприємець                             |
| 13                                                      | Прокопович Василь Олексійович   | 05.11.2010            | середня | позапартійний          | ПСП «Веста», директор                             |
| 14                                                      | Курята Валентина Іванівна       | 05.11.2010            | середня | позапартійна           | тимчасово не працює                               |
| Самовисування                                           |                                 |                       |         |                        |                                                   |
| 15                                                      | Назаренко Володимир Васильович  | 05.11.2010            | середня | позапартійний          | ТОВ «Агрікола-Україна», завідувач току            |